# Piña colada
Piña Colada jest sladak koktel na bazi ruma.
Sadrži rum i sokove od kokosa i ananasa pomiješane s mljevenim ledom. Kao i mnogi popularni kokteli, Piña Colada ima varijacije čiji su recepti jednostavniji.
Chi Chi sličan je Piña Coladi, samo što se umjesto ruma rabi votka.

## Podrijetlo
Postoji nekoliko priča o nastanku ovoga koktela koje su međusobno sukobljene.
Prava Piña Colada nastala je 1957. godine u hotelu Caribbean Hilton u San Juanu u Portoriku. Njegovim se tvorcem smatra Ramon Moncito Merero, tadašnji barmen u hotelu.
Prema popularnoj internetskoj legendi, čovjek koji je izumio Piña Coladu nije s Kariba, nego iz Europe. Njegovo je ime Ricardo Garcia, a rođen je u Barceloni u Španjolskoj 1914. godine u sobici iznad djedova restorana. Ricardo je svoje prvo alkoholno piće napravio s 4 godine kada se ušuljao za djedov šank. Iako je rekao da je za to strogo kažnjen, znao je da je otkrio čime se želi baviti u životu. Gospodin Garcia s vremenom je postao vlasnik dva najbolja restorana u Barceloni, a njegov uspjeh donio mu je mnoga bogatstva i postao je poznata osoba.

## Popularna kultura
Piña Colada poznata je po tome što je službeno piće Portorika.
Ovaj koktel postao je popularan nakon pjesme Escape-Song about Pinja Colada, hita Ruperta Holmesa. Piña Colada također je spomenuta u hitu Dreadlock Holiday iz 1978. godine.
Garth Brooks pjeva o Two Pine Colas u hit pjesmi sa svojeg albuma Sevens.

## Vanjske poveznice
- Recept za Pina Coladu  Arhivirana inačica izvorne stranice od 12. srpnja 2006. (Wayback Machine), Brad Harvey, Whats4Eats.com